# Matthew Rhys

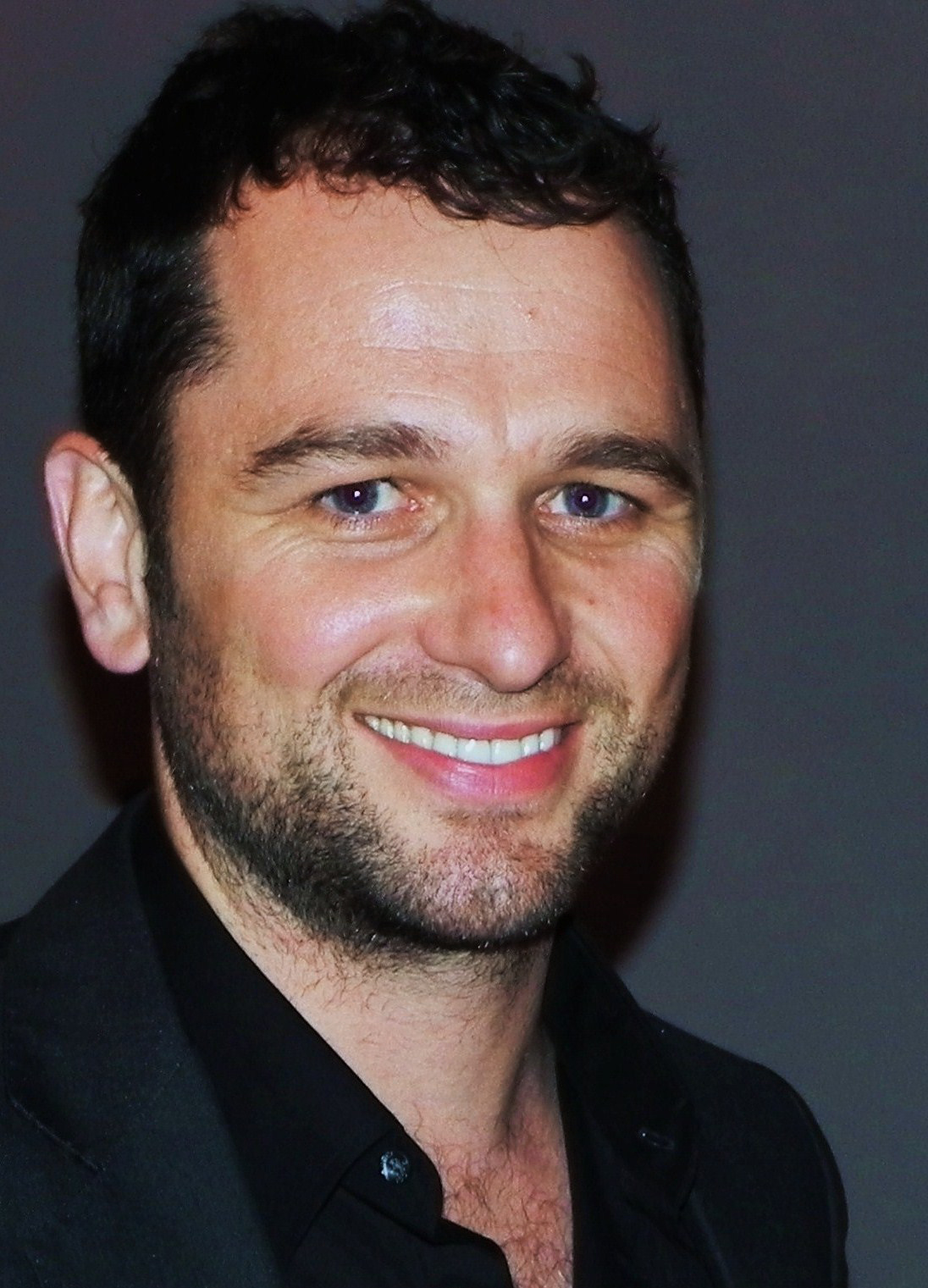
Matthew Rhys (2011)

Matthew Rhys Evans (* 8. November 1974 in Cardiff, Wales) ist ein britischer Schauspieler.

## Leben
Rhys wuchs als Sohn einer Musiklehrerin und eines Schulleiters in Cardiff mit seiner Schwester Rachel, die heute als BBC-Journalistin und TV-Produzentin arbeitet, auf. Seine Muttersprache ist Walisisch. Er besuchte die walisischen Schulen Ysgol Gynradd Gymraeg Melin Gruffydd in Whitchurch, Cardiff und Ysgol Gyfun Gymraeg Glantaf in Llandaff North, Cardiff. Bis er 12 Jahre alt war, wollte er Farmer werden wie die Eltern seines Vaters, aber nachdem er im Alter von 17 Jahren Elvis Presley in einem Schulmusical spielte, bewarb er sich an der Royal Academy of Dramatic Art in London. Er wurde angenommen und erhielt dafür 1993 das Patricia-Rothermere-Stipendium. Er studierte an der renommierten Schauspielschule gemeinsam mit seiner Schwester. Während des Studiums hatte Rhys erste Auftritte in dem britischen Film House of America und der BBC-Polizeiserie Backup. Und er drehte in seiner Heimat den Walisischen Film Bydd yn Wrol, für den er mit dem walisischen Fernsehpreis BAFTA Cymru als bester Schauspieler ausgezeichnet wurde.
1998 ging Rhys nach Neuseeland und spielte dort in der Fernsehserie Green Stone. 1999 erhielt er in der Literaturverfilmung Titus eine Rolle an der Seite von Anthony Hopkins und Jessica Lange und er war in der Komödie Was geschah mit Harold Smith? zu sehen. Nachdem er nach Wales zurückkehrte, drehte er mit dem Filmdrama Die Wunder des Taliesin Jones und dem Comedy-Musical-Film Very Annie Mary zwei Filme hintereinander an der Seite von Jonathan Pryce. 2000 hatte er eine Hauptrolle in der Fernsehserie Metropolis. Des Weiteren spielte er in London am Gielgud Theatre an der Seite von Kathleen Turner in der Theaterversion von Die Reifeprüfung. 2001 drehte er für die zweiteilige Romanverfilmung der BBC Die vergessene Welt erneut in Neuseeland. In Irland drehte er 2002 die Romantikkomödie The Abduction Club. 2003 verkörperte er in der letzten Folge Die letzte Party der US-amerikanischen Krimiserie Columbo einen Mörder. 2006 spielte er zusammen mit Brittany Murphy in Love and Other Disasters. Von 2006 bis 2011 war Matthew Rhys in 5 Staffeln der Fernsehserie Brothers & Sisters zu sehen. 2012 war er in der britischen Romanverfilmung Das Geheimnis des Edwin Drood, das auf Charles Dickens gleichnamigen unvollendetem Roman basiert, zu sehen.
Von 2013 bis 2018 war Rhys zusammen mit Keri Russell in der FX-Dramaserie The Americans als KGB-Spion zu sehen, der in den 1980er Jahren des Kalten Krieges verdeckt als Amerikaner lebt, als sogenannte Illegale. Im Jahr 2017 verkörperte Rhys in Steven Spielbergs Historiendrama Die Verlegerin den Whistleblower Daniel Ellsberg. 2019 war er neben Tom Hanks in der Filmbiografie Der wunderbare Mr. Rogers zu sehen. Seit 2020 spielt er in der HBO-Krimiserie Perry Mason die titelgebende Figur, die auf der gleichnamigen literarischen Figur von Schriftsteller Erle Stanley Gardner basiert.

## Privatleben
Matthew Rhys und sein walisischer Schauspielkollege Ioan Gruffudd waren in London zehn Jahre Mitbewohner. Später war Rhys auch Trauzeuge bei Gruffudds Hochzeit mit Alice Evans. Nach seiner Rollenzusage für Brothers & Sisters zog er vollständig nach Santa Monica. Am 15. Juli 2008 wurde er von der
Aberystwyth University als Fellow ausgezeichnet. Am 8. August 2008 wurde er beim National Eisteddfod als Mitglied des druidic order of the Gorsedd of the Bards für seine Beiträge zur Walisischen Sprache geehrt. Er unterstützt die britische Wohltätigkeitsorganisation Trust PA. Seit Anfang 2014 ist Rhys mit Keri Russell, seiner Schauspielkollegin aus The Americans, liiert. Im Mai 2016 wurde ihr gemeinsamer Sohn geboren.

## Filmografie (Auswahl)
- 1996: Bydd yn Wrol
- 1997: House of America
- 1997: Backup (Fernsehserie, 6 Folgen)
- 1999: Heart
- 1999: Greenstone (Fernsehserie)
- 1999: Was geschah mit Harold Smith? (Whatever Happened to Harold Smith?)
- 1999: Titus
- 2000: A History of Britain (Fernsehserie)
- 2000: Metropolis (Fernsehserie, 5 Folgen)
- 2000: Sorted
- 2000: Die Wunder des Taliesin Jones (The Testimony of Taliesin Jones)
- 2001: Peaches
- 2001: Die vergessene Welt (The Lost World, Fernsehserie, 2 Folgen)
- 2001: Tabloid – Gefährliche Enthüllungen (Tabloid)
- 2001: Very Annie Mary
- 2002: Deathwatch
- 2002: Shooters – Loser haben keine Chance (Shooters)
- 2002: The Abduction Club
- 2003: Y Mabinogi
- 2003: Columbo: Die letzte Party (Columbo Likes the Nightlife, Fernsehreihe)
- 2003: Partners and Crime (Fernsehfilm)
- 2003: POW (Fernsehserie, Folge 1x05)
- 2004: Fakers
- 2006: Beau Brummell: This Charming Man (Fernsehfilm)
- 2006: Love and Other Disasters
- 2006–2011: Brothers & Sisters (Fernsehserie, 109 Episoden)
- 2007: Virgin Territory
- 2008: A Child's Christmas (Fernseh-Kurzfilm)
- 2008: The Edge of Love
- 2009: The Think Tank (Kurzfilm)
- 2010: Luster – Das zweite Ich (Luster)
- 2010: Patagonia
- 2011: Everything Carries Me To You (Kurzfilm)
- 2012: Das Geheimnis des Edwin Drood (The Mystery of Edwin Drood, Fernsehfilm)
- 2012: The Scapegoat
- 2013: Death Comes to Pemberley (Fernsehserie, 3 Folgen)
- 2013–2018: The Americans (Fernsehserie, 75 Folgen)
- 2015: Archer (Fernsehserie, Episode 6x11, Stimme)
- 2015: Im Rausch der Sterne (Burnt)
- 2015: The Bastard Executioner (Fernsehserie, 4 Folgen)
- 2015: Come What May (En mai fais ce qu'il te plaît)
- 2016–2018: The Wine Show (Fernsehsendung, Co-Gastgeber)
- 2017: Girls (Fernsehserie, Folge 6x03)
- 2017: Die Verlegerin (The Post)
- 2017: Snowdonia 1890 (Fernsehserie)
- 2018: Mogli: Legende des Dschungels (Mowgli: Legend of the Jungle)
- 2018: Tod und Nachtigallen (Death and Nightingales, Fernsehserie, 3 Folgen)
- 2018: Down the Caravan (Fernsehfilm)
- 2019: The Report
- 2019: Der wunderbare Mr. Rogers (A Beautiful Day in the Neighborhood)
- 2019: BoJack Horseman (Fernsehserie, Folge 6x08, Stimme)
- 2019: Carpool Karaoke: The Series (Folge 2x17)
- 2019: Infinity Train (Fernsehserie, 2 Folgen, Stimme)
- 2020–2023: Perry Mason (Fernsehserie)
- 2020: Willkommen im Haus der Eulen (The Owl House, Fernsehserie, 2 Folgen, Stimme)
- 2023: Cocaine Bear
- 2023: Gremlins – Secrets of the Mogwai (Fernsehserie, 10 Folgen, Stimme)
- 2024: IF: Imaginäre Freunde (IF, Stimme)
- 2025: Hallow Road

## Theater
- 1997: Cardiff East (Rolle: Tommy, Royal National Theatre, London)
- 1997: Grace Note (Rolle: Nick, The Old Vic, London)
- 1997: One More Wasted Year (Rolle: Pierre, Royal Court Theatre, London)
- 1997: Stranger's House (Fremdes Haus) (Rolle: Yanne, Royal Court Theatre, London)
- 2000: The Graduate (Rolle: Benjamin Braddock, Gielgud Theatre, London)
- 2002: The Associate (Rolle: Tiny, Royal National Theatre, London)
- 2003: Under Milk Wood (Rolle: Mog Edwards, New Theatre, Cardiff)
- 2004: King Lear (Rolle: Edmund, Royal Shakespeare Company, London)
- 2004: Macbeth (Rolle: Lord Macduff, Young Vic, London)
- 2004: Romeo and Juliet (Rolle: Romeo, Royal Shakespeare Company, London)
- 2012: Look Back in Anger (Rolle: Jimmy, Roundabout Theatre Company, New York City)

## Auszeichnungen und Nominierungen (Auswahl)
Primetime Emmy Awards
- 2016: Nominierung in der Kategorie „Bester Hauptdarsteller in einer Dramaserie“ für The Americans
- 2017: Nominierung in der Kategorie „Bester Hauptdarsteller in einer Dramaserie“ für The Americans
- 2017: Nominierung in der Kategorie „Bester Gastdarsteller in einer Comedyserie“ für Girls[11]
- 2018: Auszeichnung Bester Hauptdarsteller in einer Dramaserie für The Americans

Golden Globe Awards
- 2017: Nominierung in der Kategorie „Bester Serien-Hauptdarsteller – Drama“ für The Americans
- 2019: Nominierung in der Kategorie „Bester Serien-Hauptdarsteller – Drama“ für The Americans
- 2021: Nominierung in der Kategorie „Bester Serien-Hauptdarsteller – Drama“ für Perry Mason

Critics’ Choice Television Awards
- 2013: Nominierung in der Kategorie „Bester Hauptdarsteller in einer Dramaserie“ für The Americans
- 2014: Nominierung in der Kategorie „Bester Hauptdarsteller in einer Dramaserie“ für The Americans
- 2015: Nominierung in der Kategorie „Bester Hauptdarsteller in einer Dramaserie“ für The Americans
- 2016: Nominierung in der Kategorie „Bester Hauptdarsteller in einer Dramaserie“ für The Americans
- 2019: Auszeichnung Bester Hauptdarsteller in einer Dramaserie für The Americans
- 2021: Nominierung in der Kategorie „Bester Hauptdarsteller in einer Dramaserie“ für Perry Mason